# Ocol

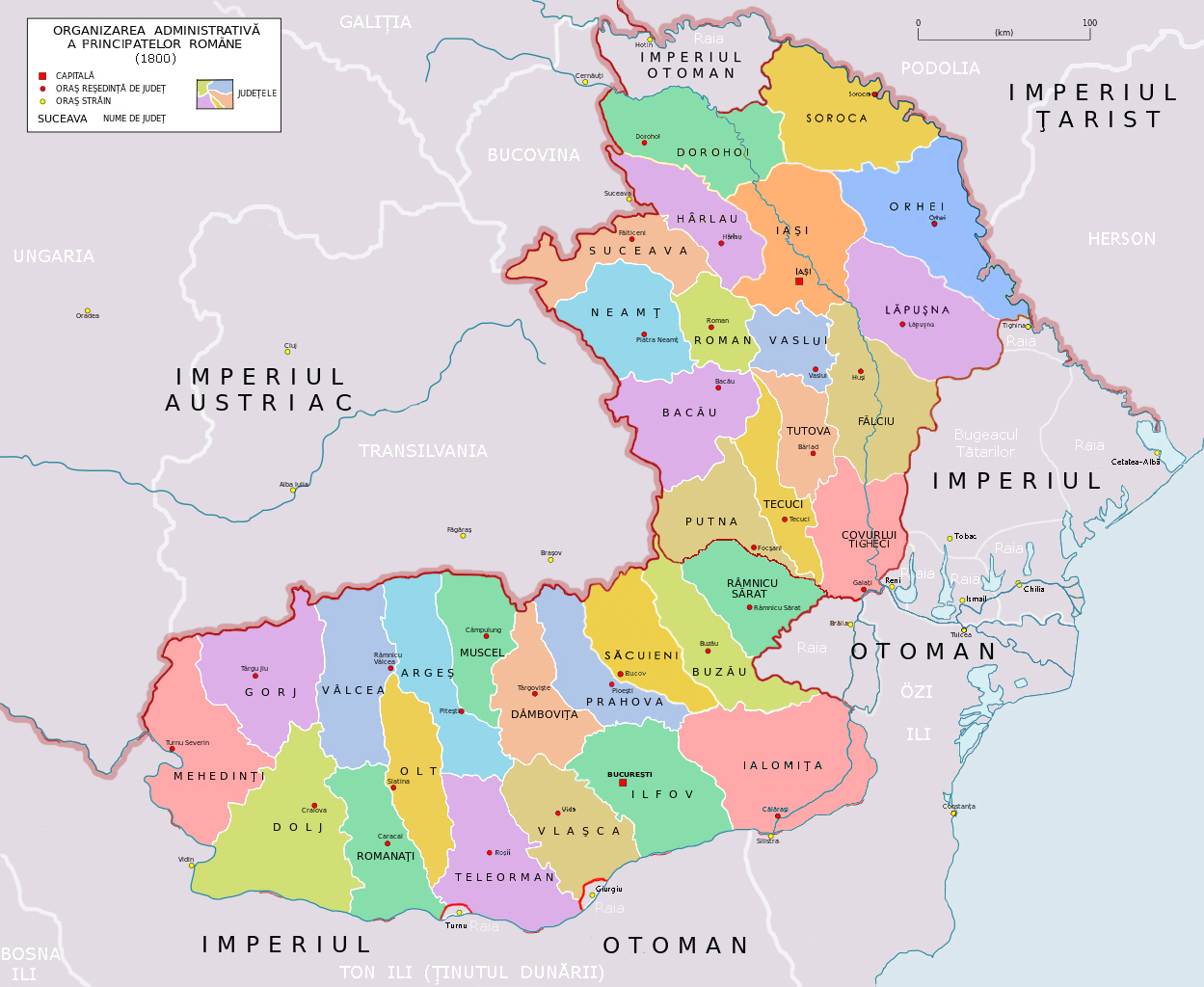
Organizarea administrativă a Țărilor Române în 1800

Ocolul (plural: ocoale) a fost o subdiviziune administrativ–teritorială în cadrul ținutului, specifică Țării Moldovei, în Evul Mediu târziu. Ocolul era format din sate, seliști, fânațuri și păduri.
Inițial, ocolul era o proprietate pur domnească, de care domnul dispunea după voia sa. Nucleul ținuturilor moldovenești a fost constituit de către o cetate și domeniul din jurul ei, teritoriu cunoscut cu numele de ocol („locul domnesc”). Ocolul cuprindea totalitatea moșiilor sau satelor domnești grupate în jurul mici curți domnești, oriunde s-ar afla o asemene curte domnească, în târg, în cetate sau într-un sat oarecare. Apariția ocoalelor a fost cauzată de necesitatea de a servi un număr de sate care trebuiau efectueze anumite lucrări de construcție și transport și să furnizeze o cotă-parte din produsele obținute reprezentanților sistemului administrativ. Locuitori din satele ocolului erau obligați să servească un număr fix de zile pe an cetățile în calitate de slujitori sau ostași, în schimbul unor reduceri sau scutiri de dări și munci.

## Ocoalele Moldovei
În calitate de subdiviziuni teritoriale ale ținutului, ocolul a fost introdus în Moldova în anul 1741, în urma reformelor lui Constantin Mavrocordat. Ca unitate administrativă avea același rang cu plasa din Țara Românească. Aceste ocoale, în rolul de unități administrativ-teritoriale, nu trebuie confundate cu „ocoalele domnești“ de la începutul existenței Țării Moldovei. Ocoalele erau administrate de ocolași aleși de către ispravnicul ținutului și vorniceii satelor din ținut, dintre boiernași, mazili sau neamuri și era confirmat de către domn. De regulă, ocoalele erau lipsite de personalitate juridică.
Configurația ocoalelor, la fel și a ținuturilor, Moldovei coincide în cele mai multe cazuri cu rețeaua hidrografică sau au punct de reper cursul râurilor, mai rar relieful. Această amplasare geografică a ocoalelor a stat la originea denumirilor.  
| Nr. | Ținut                            | Ocoale                                                                                                   | Ocoale |
| Nr. | Ținut                            | 1774 | 1803 |
| --- | -------------------------------- | --- | --- |
| 1   | Bacău                            | Bistriții Bistriții de Sus Tazleului Mare de Sus Trotușului                                              | Bistriții de Jos Bistriții de Sus Tazleului de Sus Trotușului                                                                                               |
| 2   | Botoșani                         | Târgului Siretului Câmpului                                                                              | Târgului Siretului Câmpului |
| 3   | Câmpulung-Cernăuți               | Câmpulungului Putilei                                                                                    | Întregul ținut a fost anexat de Austria în 1775 |
| 4   | Câmpulung-Suceava                | Nu era subdivizat în ocoale                                                                              | Cca. 92 % din suprafața ținutul anexată de Austria în 1775                                                                                                  |
| 5   | Cârligătura                      | De Sus De Jos                                                                                            | De Sus De Jos |
| 6   | Cernăuți                         | Târgului Nistrului Ceremușului Prutului de Jos                                                           | Cca, 88 % din ținut a fost anexat de Austria în 1775. Teritoriul rămăs Modovei, cea mai mare parte a ocolului Târgului, a fost reorganizat în ținutul Herța |
| 7   | Codru                            | Nu era subdivizat în ocoale                                                                              | |
| 8   | Covurlui                         | Prutului Mijlocului Siretului Horincii                                                                   | Prutului Mijlocului Siretului Horincii |
| 9   | Dorohoi                          | Târgului Prutului Bașeului                                                                               | Târgului Prutului Bașeului Coșulei de Jos |
| 10  | Fălciu                           | Roșiecilor Prutului Mijlocului Podolenilor Crasnii                                                       | Roșiecilor Prutului Mijlocului Podolenilor Crasnii |
| 11  | Greceni                          | Nu era subdivizat în ocoale                                                                              | |
| 12  | Hârlău                           | Bahluiului Jijiei Coșulii                                                                                | Bahluiului Jijiei Coșulii Miletinului Prutului |
| 13  | Hotărniceni                      | Nu era subdivizat în ocoale                                                                              | |
| 14  | Hotin (raia turcească 1711-1812) | De Sus Mijlocului Nistrului                                                                              | |
| 15  | Iași                             | 1772-`73: Ciuhur De peste Prut Braniștei Codrului Copoului Turei                                         | Ciuhurului de Jos De dincolo de Prut Braniștei Codrului Copoului Turii Ciuhurului de SuS                                                                    |
| 16  | Neamț                            | De Sus Mijlocului Piatra Bistreții                                                                       | De Sus Mijlocului Piatra Bistreții Muntelui |
| 17  | Orhei - Lăpușna                  | Câmpului Culii De Jos Ichelului Fața Bâcului Bâcovețului Botnei Cogâlnicului Prutului Răutului Nistrului | Câmpului Culii Ichelului Fața Bâcului Bâcovețului Botnei Cogâlnicului Răutului de Jos Nistrului de Jos Muntenilor                                           |
| 18  | Putna                            | Polocinului Răcăiunii Luncii Zăbrețului Șușiții Vrancii Gârlilor Milcovului de Sus Milcovului de Jos     | Răcăiunii Luncii Zăbrețului Șușiții Vrancii Gârlilor Milcovului de Sus Milcovului de Jos Ghilieștilor                                                       |
| 19  | Roman                            | De Sus De Jos Mijlocului                                                                                 | De Sus De Jos Mijlocului |
| 20  | Soroca                           | Nistrului de Sus Câmpului de Sus Nistrului de Jos Câmpului de Sus                                        | Nistrului de Sus Câmpului de Sus Nistrului de Jos Câmpului de Sus Mijlocului Răutului De peste Răut                                                         |
| 21  | Suceava                          | Berhometele Vicovilor Mijlocului Siretului de Sus De Jos                                                 | Cca. 50 % din ținut a fost anexat la Austria Suceava Berhometele Siretului de Sus De Jos Moldovei                                                           |
| 22  | Tecuci                           | Privalului Marginii Bilieștilor Bârladului Nicoreștilor Zeletinului Târgului Berheciului                 | Bârladului Nicoreștilor Zeletinului Târgului Berheciului Polocinului                                                                                        |
| 23  | Tutova                           | Codrului Pereschivului Tutovii Similii                                                                   | Codrului Pereschivului Tutovii Similii |
| 24  | Vaslui                           | Fundului Crasnii Mijlocului Stemnicului                                                                  | Fundului Crasnii Mijlocului Stemnicului |

## Ocoalele Moldovei de Est după anexare la Rusia
La 16 mai 1812, după un război de șase ani între Rusia țaristă și Imperiu Otoman, la București a fost încheiat Tratatul de pace între părțile beligerante. Potrivit tratatul, Imperiul Rus anexează ținuturile Moldovei dintre dintre Prut și Nistru (Greceni, Codru, Hotărniceni, Orhei, Soroca, Iașii de peste Prut), raiaua Hotin și Basarabia (ținuturile Bender, Tomarov și Akkerman formate pe teritoriul fostelor raiale turcești, care au fost retrocedate Moldovei în 1807). Ulterior, denumirea de Basarabia (specifică zonei Bugeacului populată pe atunci de tătari) a fost atribuită întregii regiuni ocupate. 
În perioada administrației provizorii, în oblastul Basarabia a fost menținută vechea organizare administrativ-teritorială, cu anumite schimbări în structura teritorială. În 1816 ținuturile se divizau în următoarele ocoale:
- Ținutul Bender (4 ocoale): Akkerman, Bender, Bugeac și Căușeni.
- Ținutul Codru (2 ocoale): Codru și Hotărniceni.
- Ținutul Greceni (2 ocoale): Prut și Cahul.
- Ținutul Hotin (8 ocoale): Ciuhur, Ghilavăț, Nistrul de Sus, Nistrul de Jos, de Mijloc, Prutul de Sus, Prutul de Jos și Rașcov.
- Ținutul Iași (6 ocoale): Braniștii, Câmpul, Ciuhurul, Codru, Prutul și Turii.
- Ținutul Ismail (4 ocoale): Cahul, Chilia, Ismail și Prut.
- Ținutul Orhei (12 ocoale): Bâcovăț, Botna, Câmpului, Cogâlnic, Cula, Fața Bâcului, Ichel, Măietinilor, Nistrul de Sus, Nistrul de Jos, Răutul de Sus și Răutul de Jos.
- Ținutul Soroca (7 ocoale): Câmpul de Jos, Câmpul de Sus, de Mijloc, Nistrul de Jos, Nistrul de Sus, Peste Răut și Răut.

Administrația locală a ocoalelor era constituită dintr-un ocolaș, iar în sate - vornicul, numiți de ispravnicul ținutului.
În anul 1828, modelul rusesc de organizare administrativă a Basarabiei îl înlocuiește pe cel românesc, vechile ținuturi se transformă în județe (uezduri). Ocoalele sunt reorganizate în voloste (волость) în anul 1836.

## Vezi și
- Ținut
- Plasă